# Antonino Raspanti

Bischofswappen von Antonino Raspanti

Antonino Raspanti (* 20. Juni 1959 in Alcamo) ist Bischof von Acireale.

## Leben
Antonino Raspanti empfing am 6. März 1982 die Diakonenweihe für das Bistum Trapani und der Bischof von Trapani, Emanuele Romano, spendete ihm am 7. September 1982 die Priesterweihe.
Papst Benedikt XVI. ernannte ihn am 26. Juli 2011 zum Bischof von Acireale. Der Erzbischof von Palermo, Paolo Kardinal Romeo, spendete ihm am 1. Oktober desselben Jahres die Bischofsweihe; Mitkonsekratoren waren Pio Vittorio Vigo, Alterzbischof ad personam von Acireale, und Francesco Miccichè, Bischof von Trapani. Als Wahlspruch wählte er Humilitas ac dulcedo.
Am 11. November 2019 ernannte ihn Papst Franziskus zum Mitglied des Päpstlichen Rates für die Kultur.